# Colombina (Bertonico)
La Colombina (Culumbina in dialetto lodigiano) è una località abitata di 21 abitanti nel comune italiano di Bertonico.

## Geografia fisica
La Colombina sorge a circa 1300 m di distanza dal capoluogo comunale, lungo il canale Muzza a breve distanza dalla strada provinciale Lodi-Castiglione.

## Origini del nome
Il nome della località deriva dalla colomba simbolo dell'Ospedale maggiore di Milano, storico proprietario delle terre di Bertonico.

## Storia
Citata nelle antiche carte come «Isola Sant'Antonio» o «Isola di Ceredello», appartenne all'Ospedale maggiore di Milano fin dagli inizi del Cinquecento.
Nel 1653 fu costruito l'oratorio, mentre gli altri edifici agricoli risalgono ai due secoli successivi.
A fine Ottocento lungo la Muzza venne attivata una centrale idroelettrica, che cessò l'attività negli anni settanta del Novecento.

## Società

### Religione
Nel nucleo abitato è sito un piccolo oratorio dedicato a Sant'Antonio da Padova, dipendente dalla parrocchia di Bertonico.